# Maragowdanahalli, Holenarsipur
Maragowdanahalli là một làng thuộc tehsil Holenarsipur, huyện Hassan, bang Karnataka, Ấn Độ.